# Prorocentrum

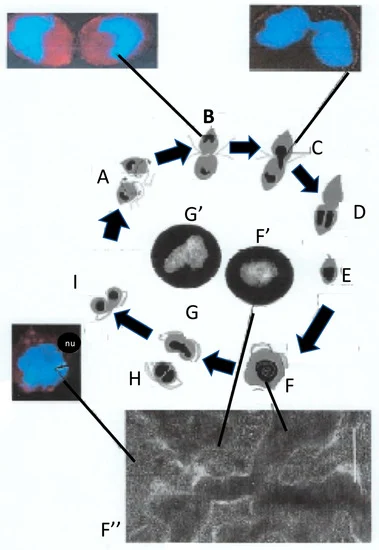
Lebenszyklus von Prorocentrum micans.

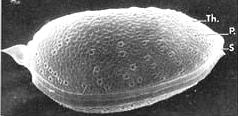
REM-Aufnahme von Prorocentrum micans, Th = Theca, Ansicht auf die rechte Seite (Valve), von der linken ist ein Teil am unteren Bildrand zu sehen. S = Längsnaht S zw. den beiden Valven. P = Poren

Prorocentrum ist eine Gattung der Dinoflagellaten aus der Gruppe (Ordnung) Prorocentrales. Die Arten sind phototroph Einige Arten sind auch mixotroph, sie ernähren sich zusätzlich zur Photosynthese durch das Einfangen anderer Mikroorgansismen.
Die Zellen in der Gattung Prorocentrum haben eine zweischalige, perforierte Theka mit Zellulose. Sie sind beweglich (motil), da sie zwei fast gleichlange Geißeln besitzen, die aber unterschiedliche Funktion haben; zwischen den beiden Geißeln befindet sich eine anteriore (vorn gelegene) Schuppe. Zusätzlich gibt es Trichozysten.
Sie besitzen aber anders als die meisten Dinoflagellaten weder Cingulum noch Sulcus und sind wahrscheinlich die primitivsten Dinoflagellaten.

## Merkmale
Die Zellen von Prorocentrum sind mit 15–100 µm klein bis mittelgroß.
Die für viele Dinoflagellaten typische Merkmale, die Längsfurche (Sulcus) und die Querfurche (Cingulum), fehlen bei Prorocentrum.
Die beiden apikalen (am Vorderende der Zelle sitzenden) Geißeln sind „heterodynamisch“: die eine ist nach vorne gerichtet, während die andere dazu neigt, sich um das Vorderende zu winden.
Die Zellen sind „bilateral thekat“, d. h. es gibt eine Theka aus hautsächlich zwei großen Platten, die als Valven bezeichnet werden.
Weiterhin sitzen mehrere (7–14) kleine Platten in der Geißelregion am Apex (Vorderende) der Zelle.
Hier steht meist auch ein starker Dorn. Arten, bei denen der Dorn nicht vorhanden ist, wurden früher zu der Gattung Exuviaella gestellt.
Die Theka ist glatt, hat aber bei einigen Arten ebenfalls noch einige kleine Dornen.
Sie ist perforiert (porös), d. h. auf ihr sind Poren vorhanden.
Beide Geißeln entspringen aus einer Pore.
Die Zellen haben insgesamt eine kugelige (sphärische) oder länglich zusammendrückte (lanzettliche) Form; auch eine S-förmig gebogene (sigmoide) Gestalt kommt vor.

## Ökologie
Es gibt planktonische/pelagische (frei im Wasser schwebende) und benthische (am Boden lebende) Arten, einige sind epiphytisch.
Die Prorocentrum-Arten kommen im Meer (Salzwasser) und Brackwasser weltweit (kosmopolitisch) vor; zwei Süßwasserarten sind nur aus Australien bekannt.
Alle Arten sind phototroph und haben 1–2 Chloroplasten.
Bei einigen Arten ist in der apikalen Region ein mikrotubulärer „Korb“  (englisch microtubular basket) vorhanden, der mit einer besonderen Form der Nahrungsaufnahme in Verbindung gebracht wird.
Es wurde vermutet, dass diese sich von anderen Dinoflagellaten ernähren,
aber lange Zeit gab es keinen Bericht über Phagozytose (AlgaeBase, Stand Februar 2025).
Wie von Urban Tillmann et al. 2023 berichtet, konnte neben der phototrophen Ernährung bei den beiden Arten P. pervagatum und P. cordatum (wie schon kurz zuvor bei  P. cf. balticum) neben phototropher Ernährung auch Mixotrophie nachgewiesen werden, sodass zumindest diese Arten dem Mixoplankton (mixotrophen Plankton) angehören. Diese Arten betreiben als häufige Strategie eine Schleimfallen-unterstützte Ernährung, indem sie (80–120 µm) große  Schleimfallen produzieren, um ihre Beute von der Gattung Teleaulax (siehe T. amphioxeia, T. acuta) zu fangen.
Die geschlechtliche Fortpflanzung erfolgt nicht durch Plasmogamie; stattdessen bilden die haploiden Isogameten einen Befruchtungsschlauch, durch den der Kern der männlichen Gamete in das Plasma der weiblichen Gamete injiziert wird.
Der diploide Planozygote (Dinoflagellaten-Eizelle) repliziert ihre DNA und wird dadurch tetraploid.
Durch zwei aufeinander folgende meiotische Teilungen entstehen Tetraden haploider vegetativer Zellen.
Bei benthischen Arten ist auch eine Zystenbildung bekannt. Meer, Brackwasser, weltweit.

### Algenblüten, Toxine und Biolumineszenz
Einige Arten der Prorocentrum produzieren Toxine, die auch dem Menschen schaden können.ref name="Grzebyk1997" />
Ein Beispiel ist die Art Prorocentrum cordatum (früher P. minimum), hier wurden so genannte TTX-like compounds gefunden.
Diese Art ist auch für Algenblüten, sogenannte Rote Tiden (englisch red tides) verantwortlich, das Wasser ist dann rot gefärbt.
Einige Populationen dieser Art werden mit der diarrhöischen Schalentiervergiftung (englisch diarrhetic shellfish poisoning) in Verbindung gebracht.
P. lima und verwandte Arten der Gattung werden mit Ciguatera in Verbindung gebracht, sie enthalten nachweislich Okadasäure.
Auch die Art Art P. micans kann Rote Tiden hervorrufen.
Es ist allerdings noch nicht geklärt, ob diese Art auch toxisch ist.
Einige Arten sind zur Biolumineszenz fähig (Meeresleuchten).

## Systematik

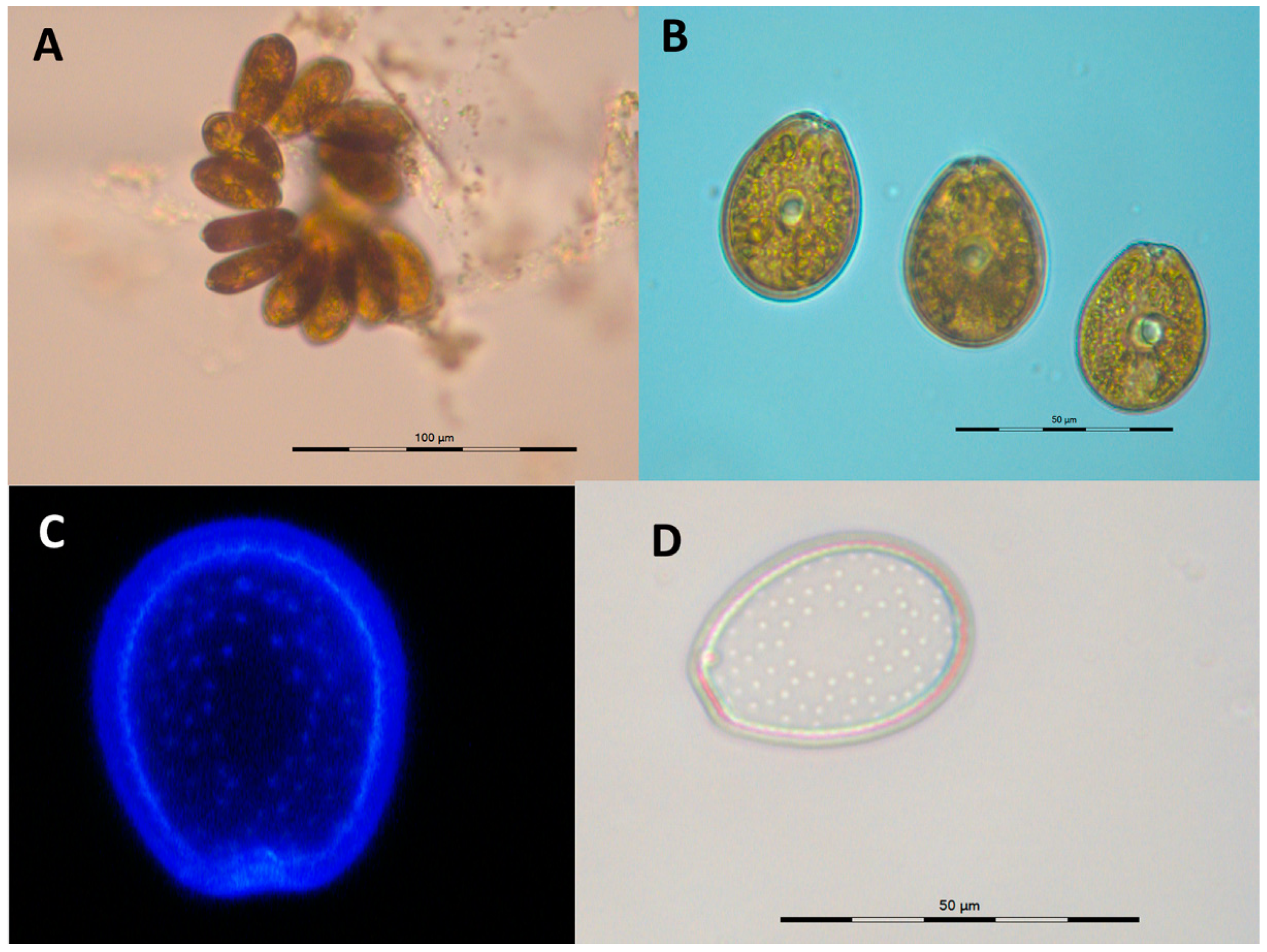
LM-Aufnahmen von Prorocentrum lima, Stamm PLCM17

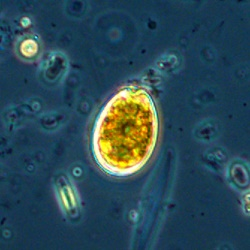
Prorocentrum lima

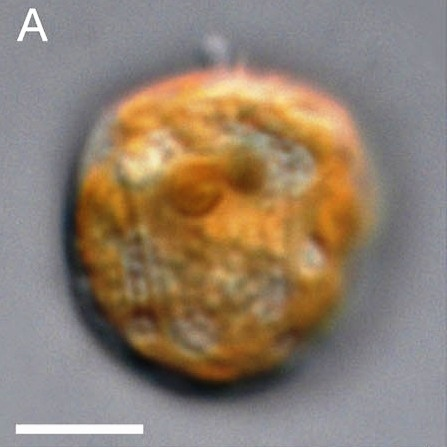
P. pervagatum, Stamm LP-D10. Zelle in Seitenansicht, Balken: 5 µm.

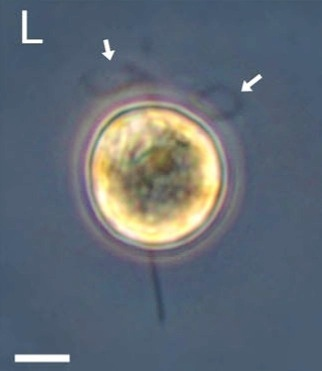
P. pervagatum, Stamm LP-D10. Detailaufnahme einer sich drehenden Zelle, die mit der Längs- oder Longitudinalgeißel befestigt ist. Man beachte die Doppelschleife der Quer- oder Transversalgeißel (Pfeil). Balken: 5 µm.

Die Gattung Prorocentrum zählt zu der Familie Prorocentraceae. Es folgt eine Auswahl der Arten:
Gattung Prorocentrum C. G. Ehrenberg, 1834(A,W,N)
- Prorocentrum adriaticum Schiller, 1918(A,W)
- Prorocentrum balticum (Lohmann) Loeblich III, 1970(A,W,N) [Exuviaella baltica Lohmann, 1908(N)]
- Prorocentrum cordatum (Ostenfeld) J. D. Dodge, 1976(A,W,N)[11][2] [Prorocentrum minimum (Pavillard) J.Schiller, 1933(W,N)[12][13], Exuviaella minima Pavillard, 1916(A,W,N)]
- Prorocentrum cornutum Schiller, 1918(A,W)
- Prorocentrum criophilum Gourvil & Gutierrez-Rodríguez, 2022(N)[14] – in der AlgaeBase ein Synonym für P. pervagatum.(A)
- Prorocentrum dentatum F. Stein, 1883(A,W,N)
- Prorocentrum gracile F. Schütt, 1895(A,W,N)
- Prorocentrum hoffmannianum M. A. Faust, 1990(A,W,N) [Prorocentrum maculosum M. A. Faust, 1993(W)]
- Prorocentrum lima (Ehrenberg) F. Stein, 1878(A,W)[9] [Cryptomonas lima Ehrenberg, 1860(N), Exuviaella lima(N)]
- Prorocentrum mexicanum Osorio-Tafall, 1942(A,W)
- Prorocentrum micans Ehrenberg, 1834(A,W,N)[15] (Typusart(W))
- Prorocentrum obtusum Ostenfeld, 1908(A,W)
- Prorocentrum pervagatum Tillmann, Hoppenrath & Gottschling, 2022(A,W,N)[2] [Prorocentrum sp. MGottschling-2022a(N), Prorocentrum criophilum Gourvil & Gutiérrez-Rodríguez 2022(A)[14]]
- Prorocentrum rostratum F. Stein, 1883(A,W,N)
- Prorocentrum sculptile M. A. Faust, 1994(A,W,N)
- Prorocentrum scutellum Schröder, 1900(A,W)
- Prorocentrum thermophilum F. Gómez, Tangcheng Li, Hu. Zhang & Senje Lin, 2022(A,W,N)[14]
- Prorocentrum vietnamensis J. S. Yoo & Fukuyo, 2004(W) [Prorocentrum vietnamense J. S. Yoo & Fukuyo, 2004(A,W)]

(A) – AlgaeBase
(N) – Taxonomie des National Center for Biotechnology Information (NCBI)
(W) – World Register of Marine Species (WoRMS)

## Prorocentrum micans
Die Typusart Prorocentrum micans der Gattung ist eine marine Art mit weltweiter Verbreitung.
Sie ist eng mit P. gracile und P. mexicanum verwandt.
Die Art wurde 1834 von dem deutschen Naturforscher Christian Gottfried Ehrenberg zusammen mit der Gattung beschrieben; sie ist die Typusart ihrer Gattung.
Die Zellen sind vorne (anterior) gerundet und hinten (posterior) spitz zulaufend, und daher tropfen- oder blattförmig. Ihre Länge beträgt 15 bis 80 μm, die Breite 15 bis 50 μm. Sie haben einem apikalen (vorn befindlichen) Dorn auf der linken Thecalplatte; die beiden Theka sind mit jeweils 83 bis 139 Poren und Vertiefungen „verziert“. Es handelt sich um eine planktonische Art, die nicht giftig ist.

## Prorocentrum cordatum
Prorocentrum cordatum (ehemals P. minimum)  wurde von Jana Kalvelage et al. 2024 untersucht (Stamm CCMP 1329).
Die Art ist freilebend und bildet Algenblüten.
Sie sticht durch ihre besonderen zellbiologischen Merkmale unter den photosynthetischen (Mikro-)Organismen des Meeres hervor.
Die hochauflösende FIB/REM-Analyse ergab einen einzelnen großen Chloroplasten, der ca. 40 % des gesamten Zellvolumens einnimmt und eine durchgehend tonnenförmigen Struktur hat, und die Innenseite der Zellhülle vollständig auskleidet.
Er umschließt ein einzelnes retikuläres Mitochondrium, den Golgi-Apparat, sowie verschiedene Speichereinschlüsse (englisch storage inclusions).
Auffallend ist, dass P. cordatum einen großen Photosystem-Lichtsammel-Megakomplex von mehr als 1,5 MDa (Mega-Dalton) besitzt, dessen wesentliche Bestandteile die Photosysteme I und II (PSI, PSII), der Chloroplastenkomplex I und Chlorophyll a-b bindende Lichtsammelkomplexproteine sind.
Grana fehlen im Chloroplasten; er unterscheidet sich von der sonst üblichen Trennung der PSI- und PSII-Komplexe, wie sie beispielsweise bei der Modellpflanze Ackerschmalwand (Arabidopsis thaliana) vorzufinden sind.
Insgesamt unterscheidet sich die Zusammensetzung der Komplexe PSI und PSII, sowie der pigmentbindende Proteine (PBPs) von P. cordatum deutlich von denjenigen in A. thaliana, mit Ausnahme der Kernelemente der ATP-Synthase und des cytb6f-Komplexes.
Darüber hinaus wurde eine hohe Anzahl von PBPs nachgewiesen, die einen großen Anteil (∼65 %) des gesamten Proteoms ausmachen. Man nimmt an, dass diese P. cordatum eine flexible Anpassung an sich ändernde Lichtverhältnisse ermöglichen, wodurch der Art eine große ökologische Bedeutung zukommen dürfte.

## Bildergalerie

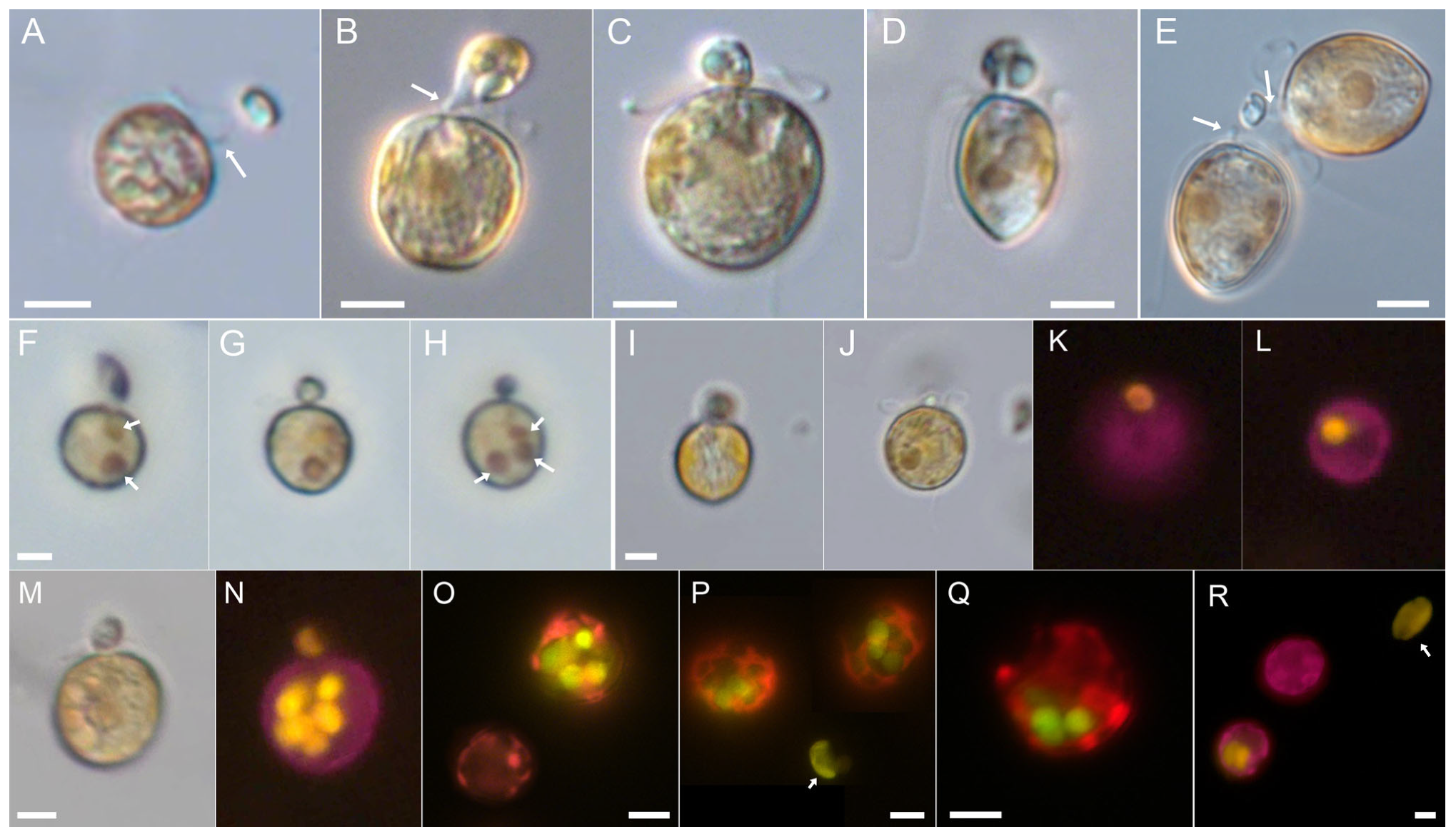
P. pervagatum Stamm LP-D10 (A-P,R) bzw. Stamm PM-01 (Q). Nahrungsaufnahme per Pedunkel in Licht- (A-J,M) oder Epifluoreszenzmikroskopie (K,L,N-R).
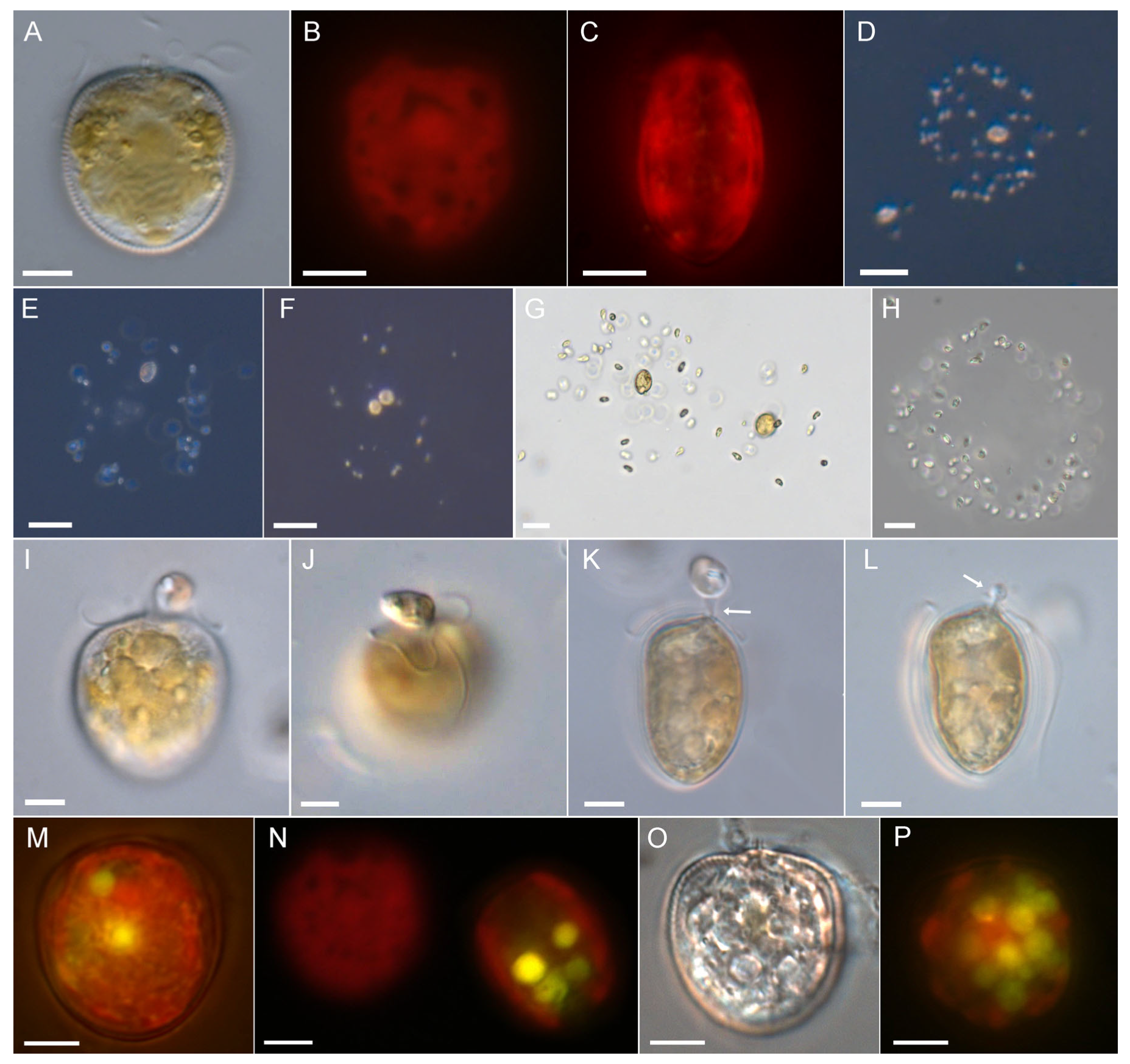
P. cordatum, Stamm BS 4-A5. Nahrungsaufnahme per Pedunkel.
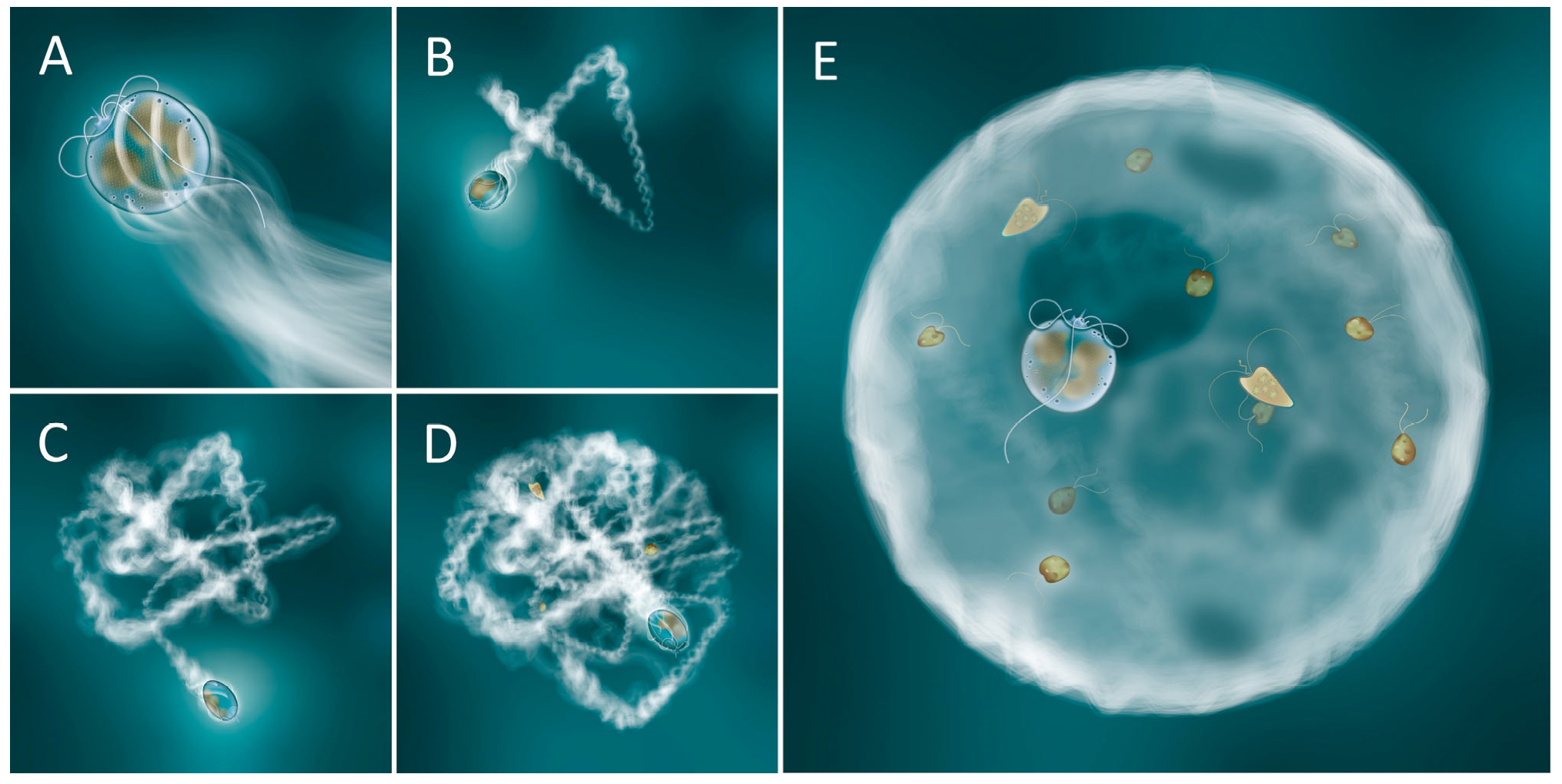
Vorgeschlagene Reihenfolge der Ereignisse, die zur Bildung der Schleimfalle durch P. pervagatum führen.

## Genutzte Literatur
- Robert Hofrichter (Hrsg.): Das Mittelmeer II/1. 2003, ISBN 3-8274-1090-8